# 5月26日
5月26日是公历一年中的第146天（闰年第147天），离全年结束还有219天。

## 大事记

### 19世紀以前
- 451年：波斯薩珊王朝軍隊在阿瓦拉爾戰役擊敗亞美尼亞基督教軍隊，為基督教歷史首場保衛戰役。
- 479年：刘宋順帝劉准让帝位于萧道成。
- 1328年：受教宗若望二十二世威脅，提出奧坎剃刀的英國修士奧坎的威廉秘密離開法國亞維儂。
- 1636年：荷蘭東印度公司於西拉雅族新港社設立學校，為臺灣歷史上第一所學校。
- 1679年：英国辉格党在反对斯圖亞特王朝任意逮捕并无限期监禁其党人的斗争中，迫使国王查理二世签署了《人身保护法》。

### 19世紀
- 1805年：在扶植意大利王国成立后，法兰西皇帝拿破仑一世在米兰主教座堂加冕成为意大利国王。
- 1841年：第一次鸦片战争英军首次进攻广州城。
- 1894年：德國的伊曼紐·拉斯克擊敗威廉·斯坦尼茨成為世界西洋棋冠軍，並保持紀錄27年。
- 1896年：俄國沙皇尼古拉二世在聖彼得堡登基。
- 1896年：美國記者查爾斯·道彙整紐約證券交易所的12個行業股票，首次公布道瓊工業平均指數。
- 1897年：愛爾蘭作家伯蘭·史杜克撰寫的恐怖小說《德古拉》首次出版，以吸血鬼角色德古拉聞名。
- 1900年：中国道士王圆箓在敦煌莫高窟发现藏有大量佛教经书的洞窟。

### 20世紀
- 1918年：喬治亞民主共和國宣告從外高加索民主聯邦共和國獨立，由諾伊·拉米什維利擔任首屆總理。
- 1923年：第一屆勒芒24小時耐力賽在法國巴黎小鎮勒芒舉行。
- 1925年：保羅·馮·興登堡获选为德国联邦大总统。
- 1926年：摩洛哥起义被殖民者残酷镇压，首领阿卜杜·克里姆投降，里夫戰爭结束。
- 1933年：冯玉祥、吉鸿昌、方振武在张家口成立察哈尔民众抗日同盟军。
- 1938年：美國眾議院成立非美活動調查委員會，主要負責調查共產主義和法西斯主義顛覆行為。
- 1940年：英国海军执行从敦刻爾克撤退的发电机计划。
- 1942年：苏联外长莫洛托夫赴伦敦与英签订了为期20年的《英苏军事同盟（英语：Anglo-Soviet Treaty of 1942）》。
- 1948年：中共中央机关和毛泽东进驻河北平山县西柏坡村。
- 1952年：美国、英国、法国与西德签订《波恩专约》，廢除佔領法規，恢復聯邦德國之主權，但仍維持駐軍西德，西德得以國家正常化和重新再武裝。
- 1955年：以苏共中央第一书记赫鲁晓夫为首的政府代表团访问南斯拉夫，苏联、南斯拉夫关系实现正常化。
- 1966年：英属圭亚那宣布脱离大英帝国殖民统治而成为大英国协王国国家，并改称为圭亚那。
- 1967年：中国首次成功发射地对地中程导弹。
- 1969年：哥伦比亚、厄瓜多尔、玻利维亚、秘鲁、智利五国建立安第斯一体化的协定签字。
- 1972年：苏联领导人列昂尼德·勃列日涅夫和美国总统理查·尼克森在莫斯科签署《反弹道飞弹条约》。
- 1979年：根据同埃及达成的新的和约条款，以色列正式把它占领了十几年的西奈首府阿里什归还埃及。
- 1980年：香港褓姆車司機罷駛。
- 1982年：台灣治安史上「持槍搶劫銀行」第一人李師科被槍決，學者開始著手探討孤獨老兵之心理，以及促使了《刑事訴訟法》第27條之修正。
- 1986年：中国环渤海经济区成立。
- 1986年：欧盟的前身欧洲共同体正式采用欧洲委员会旗帜作为欧洲共同体旗帜。
- 1991年：奥地利維也納航空004號班機自香港經曼谷前往維也納途中，在泰國北部解體墜毀，機上223人包括52名香港人全數罹難。
- 1991年：香港城門隧道轉車站啟用。
- 1993年：巴基斯坦最高法院裁定恢復被總統解散的議會和納瓦茲·謝里夫的總理職務及原內閣。
- 1993年：北京至莫斯科的3次列车上发生特大抢劫、强奸案，20多名中国旅客的护照和钱财被抢劫，被抢劫的金额达7000餘美元。
- 1999年：曼徹斯特聯足球俱樂部在歐洲冠軍聯賽決賽中奪冠，成為首個在同一賽季贏得三個主要冠軍的英格蘭足球俱樂部。

### 21世紀
- 2011年：江西省抚州市三处政府办公地点遭到连环爆炸袭击。
- 2011年：国际战犯拉特科·姆拉迪奇在塞爾維亞北部茲雷尼亞寧附近一個村莊被捕。他因斯雷布雷尼察屠殺而成為戰犯。
- 2013年：拜仁慕尼黑於欧洲足球联合会冠军联赛決賽中在比分为1-1的環境之下，在第89分钟由阿尔扬·罗本攻入绝杀进球，擊敗德國球會多特蒙德足球俱乐部，拜仁慕尼黑第五次获得欧洲足球联合会冠军联赛的冠军。
- 2015年：韓國男子團體Seventeen出道。
- 2021年：月全食，该月全食于东南亚部分地区、澳洲及大洋洲全境、阿拉斯加、加拿大及美国大部分地区、夏威夷全境、墨西哥与中美洲全境、以及南美洲大多数地区可见。

## 出生
- 1264年：惟康親王，日本鎌倉幕府第7代征夷大將軍（1326年逝世）
- 1478年：教宗克勉七世，羅馬主教（1534年逝世）
- 1650年：約翰·邱吉爾，英國軍事家、政治家、貴族，第一代馬爾博羅公爵（1722年逝世）
- 1733年：彼得·博達爾特，荷蘭醫生、博物學家（1795年逝世）
- 1828年：托馬斯·斯賓塞·科博爾德，英國生物學家（1886年逝世）
- 1835年：愛德華·波特·亞歷山大，南北戰爭期間的美利堅聯盟國将领（1910年逝世）
- 1867年：特克的瑪麗，英國皇后，英王喬治五世妻子（1953年逝世）
- 1882年：肯尼斯·米斯，英國科學家（1960年逝世）
- 1895年：多蘿西·蘭格，美國傳記攝影師、攝影作家（1965年逝世）
- 1907年：約翰·韋恩，美國男演員（1979年逝世）
- 1908年：阮玉書，越南政治人物，首任越南共和國總理（1976年逝世）
- 1909年：马特·巴斯比爵士，曼徹斯特聯传奇主帅（1994年逝世）
- 1923年：麥仕德，英國陸軍將領（2015年逝世）
- 1926年：邁爾士·戴維斯，美國爵士音樂家（1991年逝世）
- 1928年：傑克·凱沃基安，美國病理學家、安樂死推廣運動家（2011年逝世）
- 1934年：約瑟夫·J·羅特曼，美國數學家（2016年逝世）
- 1949年：沃德·坎寧安，美國程式設計師
- 1949年：傑瑞米·柯賓，英國政治人物
- 1951年：薩莉·萊德，美國物理學家，曾是美國國家航空暨太空總署的太空人，執行過STS-7以及STS-41-G任務（2012年逝世）
- 1951年：穆罕默德·法里斯，敘利亞飛行員、太空人（2024年逝世）
- 1951年：大衛·柯布亞，馬紹爾群島政治人物，第9任馬紹爾群島總統
- 1952年：汤姆·麦克米伦，美国NBA联盟的前职业篮球運動員，退役后成为政治家
- 1957年：瑪丽·貝尔，英國少年杀人犯
- 1963年：山塔努·納拉延，美國商業主管，現任Adobe董事長、總裁兼執行長
- 1964年：傅藝偉，中國女演員
- 1964年：藍尼·克羅維茲，美國創作歌手
- 1966年：東地宏樹，日本男性聲優、演員
- 1966年：海倫娜·寶漢·卡特，英國女演員
- 1967年：山本美香，日本戰地記者（2012年逝世）
- 1967年：凱利·波特，美國視覺特效藝術家
- 1968年：弗雷德里克十世，丹麥國王
- 1970年：和月伸宏，日本漫畫家
- 1970年：亞力克斯·嘉蘭，英國小說家、編劇、製片人、導演
- 1971年：TAKURO，日本樂隊GLAY鋼琴兼吉他手
- 1971年：黃東赫，韓國電影導演、編劇，代表作《熔爐》、《魷魚遊戲》
- 1971年：，美國動畫師、編劇家、電視片導演、電視片製片人、配音演員、音樂家、演員
- 1974年：天野梢，日本漫畫家
- 1974年：陳琪，香港女演員
- 1975年：Lisa S.，香港女模特
- 1975年：金太勳，韓國男演員
- 1975年：，澳大利亞男演員、喜劇演員
- 1975年：，英國政治人物、歷史學家，曾任英國財政大臣
- 1977年：伊東美咲，日本女演員
- 1977年：盧卡·東尼，意大利足球員
- 1980年：南康白起，中國作者
- 1980年：牛木義隆，日本插畫家、漫畫家
- 1981年：李必立，韓國男演員
- 1982年：前野智昭，日本男性聲優
- 1984年：劉宜函，台視主播
- 1985年：蒋祖曼，香港女演員
- 1987年：劉雨柔，台灣女模特兒
- 1989年：朴譽恩，韓國女子偶像團體Wonder Girls成員
- 1989年：張佳寧，中國女演員
- 1990年：約利·洛迪堅，俄罗斯足球運動員
- 1991年：雅英，韓國女子偶像團體Dal★Shabet成員
- 1992年：本宮佳奈，日本女性聲優
- 1993年：伊藤卡琳，日本女子偶像團體乃木坂46成員
- 1993年：梁雍婷，香港女演員
- 1994年：黑嘉嘉，臺灣女子圍棋棋士
- 1994年：孔明，韓國男演員
- 1994年：礒部花凜，日本女歌手、聲優
- 1994年：吉根柚莉愛，日本AV女優
- 1996年：匡靈秀，華裔美國作家
- 1997年：喻言，中國女子偶像團體THE9成員
- 1999年：恩彩，韓國女子偶像團體DIA成員
- 1999年：陶山惠實里，日本女性聲優
- 2000年：黃禮志，韓國女子偶像團體ITZY成員
- 2006年：Kyujin，韓國女子偶像團體NMIXX成員

## 逝世
- 604年：坎特伯雷的奧古斯丁，坎特伯里教區主教（生年不詳）
- 735年：比德，英國盎格魯撒克遜時期編年史家及神學家，被尊稱為「英國歷史之父」（673年出生）
- 926年：元行欽，五代十國將領（生年不詳）
- 1552年：塞巴斯蒂安·明斯特爾，德國數學家（1488年出生）
- 1703年：塞缪尔·皮普斯，英國政治人物（1633年出生）
- 1877年：木戶孝允，日本維新三傑之一（1833年出生）
- 1914年：雅各布·里斯（英语：Jacob Riis），美国记者（1849年出生）
- 1932年：白川義則，日本陸軍將領（1869年出生）
- 1942年：戴安澜，中华民国國民革命軍第200师师长（1904年出生）
- 1943年：都錦生，中國企業家（1898年出生）
- 1970年：羅納德·維克多·考特尼·鮑德利，英國陸軍軍官、作家、新聞工作者（1892年出生）
- 1973年：下川凹天，日本漫畫家、動畫導演（1892年出生）
- 1976年：马丁·海德格尔，德国哲学家（1889年出生）
- 1977年：孟小冬，京剧艺术家（1907年出生）
- 1982年：李師科，台灣治安史上「持槍搶劫銀行」第一人（1927年出生）
- 1986年：維塔利·阿巴拉科夫，蘇聯登山家、發明家（1906年出生）
- 1987年：亞瑟·M·賽克勒，美國精神科醫生、企業家、藝術品收藏家（1913年出生）
- 2005年：伊斯雷尔·爱泼斯坦，中国籍波兰裔记者、作家（1915年出生）
- 2006年：愛德華·米其林（英语：Édouard Michelin (born 1963)），法國輪胎生產商米其林公司總裁（1963年出生）
- 2014年：顯琦，二戰有名女間諜川島芳子的胞妹、被稱為「清朝最後的格格」（1918年出生）
- 2017年：茲比格涅夫·布里辛斯基，美國著名的波蘭裔國際關係學者、地緣政治學家、外交活動家（1928年出生）
- 2018年：泰德·達布尼，美國電機工程師，雅達利共同創始人（1937年出生）
- 2019年：炳·廷素拉暖， 泰国军事将领、政治人物，曾任泰国总理、摄政王、枢密院院长[1]（1920年出生）
- 2020年：何鴻燊，港澳商人，澳門博彩專利權開放之前經營澳門娛樂賭博公司，在澳門博彩業獨佔鰲頭，有“赌王”之稱（1921年出生）
- 2020年：梁潔華，前香港藝人，藝人黃日華之妻子、藝人黃芷晴之母亲（1960年出生）
- 2022年：雷·利奥塔，美国男演员（1954年出生）
- 2023年：林文月，台灣學者、翻譯家、作家（1933年出生）
- 2023年：罗京民，中国男演员（1956年出生）
- 2025年：查爾斯·蘭格爾，美國政治人物，曾任紐約州聯邦眾議員（1930年出生）

## 节假日和习俗
- 世界向人体条件挑战日[2][3]
- ：独立日
- ：獨立日
- 波蘭：母親節
- ：國家道歉日